# Бунюнай
Бунюнай (Buniūnai) — хутір у Литві, Расейняйський район, Бетиґальське староство, знаходиться за 5 км від села Бетиґала. 1959 року в Бунюняї проживало 15 людей, 1970-го — 2. 2001 року в селі постійного населення не було.

## Принагідно
- Buniūnai[недоступне посилання з червня 2019]

| Литва | Це незавершена стаття з географії Литви. Ви можете допомогти проєкту, виправивши або дописавши її. |